# Der Weg nach Wigan Pier
Der Weg nach Wigan Pier (engl. The Road to Wigan Pier, 1937 in London von Victor Gollancz Ltd.) im Left Book Club veröffentlicht, ist ein teilweise dokumentarisches und anderenteils essayistisches Werk von George Orwell. 

## Entstehung
1937 bekam Orwell von Victor Gollancz den Auftrag, die Verhältnisse der Bergarbeiter in Nordengland zu erforschen. Dazu sollte er sich nach Wigan Pier, einer Bergwerksgegend in der Nähe von Liverpool, begeben. Dort stellte die Verelendung der Grubenarbeiter von Lancashire und Yorkshire in den Jahren der Massenarbeitslosigkeit eines der großen Probleme dar. Als Orwell in Wigan ankam, quartierte er sich in Proletarierhäusern ein, fuhr mit den Bergmännern in die Kohlestollen ein und erlebte deren Lebensbedingungen hautnah. In seinen Tagebüchern hielt er fest, dass Wigan zu den scheußlichsten Orten gehört, die er je zu Gesicht bekommen hat. Der eigentliche Pier von Wigan befand sich eingebettet in eine hässliche Landschaft voller Abraumhalden am Leeds & Liverpool Canal, an dem es vor Ratten wimmelte. Die Kinder lernten von klein auf die Schulung des Pauperismus kennen und die Arbeiter kämpften ums tägliche Überleben. Zu dieser Zeit gab es die Redensart man mache „Ferien am Wigan Pier“, als Hinweis auf die Armut des Urlaubers. Orwells Bericht über „Den Weg nach Wigan Pier“ erschien 1937.

## Inhalt
Das Buch besteht aus zwei sehr unterschiedlichen Teilen. Im ersten Teil schildert Orwell in einer Sozialreportage Erfahrungen, die er Anfang 1936 im nordenglischen Industriegebiet (in den Orten Barnsley, Sheffield und Wigan) machte. Der kleine Bergbauort Wigan liegt etwa zwischen Liverpool und Manchester. In den dreißiger Jahren waren dort viele Bergleute arbeitslos. Das Buch schildert detailliert, wie ihre Lebensumstände sich seit dem Ersten Weltkrieg verschlechtert haben. Orwell verleiht am Ende des ersten Teils seiner Ansicht Ausdruck, der Sozialismus könne die Lebensbedingungen der Menschen verbessern. 
Im zweiten Teil setzt sich der Autor in Essayform mit der aktuellen politischen Lage sowohl im Empire als auch in Europa auseinander. Er beklagt, dass die Protagonisten der sozialistischen Bewegung dieser wenig Ehre machen. Orwell stellt vor allem die Frage, warum der Sozialismus in Großbritannien nicht mehr Anhänger hat, gerade in Bevölkerungsschichten, die ökonomisch von ihm profitieren würden. Dies wird vom Autor auf fünf Faktoren zurückgeführt:
1. Umgekehrte Klassenvorurteile: Durch die einseitige Glorifizierung der Arbeiterschaft und ihrer Lebensart fühlen sich Menschen, die kulturell eher der Mittelschicht angehören, abgestoßen.
2. Technokratie: Viele Sozialisten tendieren laut Orwell dazu, technischen Fortschritt um seiner selbst willen zu fördern und utopische Vorstellungen von der Machbarkeit gesellschaftlicher Veränderungen zu haben.
3. Jargon: Die schwülstige Ausdrucksweise sozialistischer Bücher und Artikel und die vielen Fachausdrücke (bspw. Produktionsverhältnisse, Hauptwiderspruch etc.) wirken auf den Leser abschreckend. 
4. Fehlende Konzentration auf das Wesentliche: Der Autor meint, Sozialisten wären zu sehr mit philosophischer Konsistenz und ideologischer Orthodoxie beschäftigt, und würden ihr Grundanliegen – die Verbesserung der Lebensumstände der Menschen – häufig aus den Augen verlieren.
5. „Verschrobenheit“ (crankiness): In der sozialistischen Bewegung finden sich, so Orwell, nicht wenige Menschen mit sehr unorthodoxer Lebensweise (er nennt etwa Vegetarier, Nudisten, Leute mit Vollbärten und Sandalen etc.) Dies würde konventionelle Leute vielfach davon abhalten, sich dieser Bewegung anzuschließen.
Er setzt die Verarmung (Pauperisierung) des Mittelstandes zum auch in Großbritannien aufkeimenden Faschismus in Beziehung.